# Анахрон
«Анахро́н» — фантастический роман Елены Хаецкой и Виктора Беньковского. Написанный в 1996—1997 годах в жанре «городской сказки», роман очень долго ожидал публикации, и в результате вышел двумя частями, отделёнными друг от друга большим промежутком времени (1999 и 2007 годы). Анонсированная третья часть из-за распада творческого тандема так и не была написана. Полное издание вышло в 2011 году. Со временем роман вошёл в созданный Е. Хаецкой «Готский цикл».

## Сюжет
Основное действие романа разворачивается в постсоветском Санкт-Петербурге от новогодних праздников 1996 до кануна 1997 года. Главный герой — Сигизмунд Борисович Морж, бывший сотрудник библиотечного института, ставший мелким предпринимателем, который морит по частным заказам тараканов и продаёт наполнитель для кошачьих лотков. Морж обнаружил в своём гараже странную девицу, говорящую на непонятном языке, одетую не по погоде в домотканое платье непривычного покроя. Она не понимает, где находится, завшивлена, не способна пользоваться элементарными бытовыми удобствами (и пугается текущей из крана воды), но при этом носит на шее на простом кожаном ремешке золотой полумесяц в полкилограмма весом, — целое состояние. Сигизмунд к тому времени примирился с крушением своей семейной жизни и перспектив вообще, но приведя свою гостью по имени Лантхильда в человеческий облик, он неожиданно находит с ней семейное счастье. В нём проснулось желание заботиться о другом человеческом существе. Однако в конце первой части она исчезает неведомо куда. 
Во второй части объясняется появление Лантхильды и её родни в России. Её семейство — это вандалы из IV века, угодившие под проводимый в СССР экспериментальный проект «Анахрон» — машину времени. Сигизмунду пришлось вернуться в 1984 год, а затем возвратиться в 1990-е годы с Лантхильдой и её семейством. Вандалы неплохо освоились в мире коммунальных квартир и постаревших хиппи (одна из которых — сестра Сигизмунда).

Ни один из героев не делает бешеных лингвистических успехов, довольствуясь для общения «твоя-моя-понимай» при поддержке мимики и пантомимики (ещё пиктограмм). И кобель у них такой же бестолковый, как в жизни (не как в книжках и кино).

## Литературные особенности

### Критическое восприятие
Сергей Неграш («Мир фантастики») отмечал, что «Анахрон» относится к текстам со сложной судьбой и в содержательном отношении обозначал книгу как «смешную и немного грустную притчу о нашей жизни и судьбе». Аналогичная издательская судьба постигла «Шайтан-Звезду» Далии Трускиновской. Автор — Елена Хаецкая — выделяла в романе прежде всего линию «поколения неудачников, мелких предпринимателей, людей, чья семейная жизнь и любовь рухнула под напором перемен, случившихся в стране». Первая часть была откровенной «сказочкой для взрослых», когда на законченного неудачника С. Б. Моржа нежданно (и в буквальном смысле) свалилась настоящая любовь. Очевидность подсказывала, что маленький человек не сумеет её удержать, и «поэтому на подмогу во втором томе явились родственники Лантхильды. Теперь Сигизмунд как за каменной стеной».

Продолжения «Анахрона» в соавторстве с Беньковским или написанного мною лично — не будет. <…> Я считаю, что продолжение и не требуется: все герои развернулись до конца, все идеи высказаны опять же до конца, приговор над городом, временем и поколением произнесен, вывод (единственное спасение — в любви) сделан — к чему дальше мусолить историю?— Елена Хаецкая
Писатель и издатель Александр Мазин в рецензии на первую часть романа объявил, что это «лучшее из того, что написано в России за последние десять лет [к 2001 году]», а тандем авторов умеет писать «глубоко и просто». «Анахрон» противопоставлен «постмодернистской зауми и тошнотворно-изысканной патологии элитарных меньшинств» как настоящая классическая книга о «нашей с вами эпохе». Задержка с изданием романа объяснялась тем, что издательство не могло поместить текст в рыночный формат, а редактор не знал, в какую серию его поместить. В жанровом отношении роман сочетал фантастику и детектив (интрига с появлением Лантхильды так и осталась нераскрытой), что обеспечило большой успех у читателей — тираж был очень быстро раскуплен безо всякой рекламы, невзирая на крайне низкое полиграфическое качество.
Дмитрий Володихин утверждал, что ни в одном романе Е. Хаецкой сюжет не играл сколько-нибудь значительной роли. Фабула первой части «Анахрона» очень проста, равным образом, вторичную роль играет и фантастический элемент. С точки зрения критики, роман принадлежал мейнстриму русской литературы, ибо посвящён ситуации, когда взрослому человеку дарован «второй шанс». «В „Анахроне“ главный герой получает идеальный предлог, чтобы вернуть существованию статус жизни. Но ему приходится пройти долгое, „многослойное“ очищение от грязи повседневности, да ещё провести ревизию всего канувшего в прошлое отрезка биографии…». Авторам удалось выдержать стиль до самого конца повествования, в результате достаточно сложный текст предстал перед читателями как озорная и умелая игра с языком и литературными приёмами. Этой лёгкости не удалось сохранить во второй части, которая далеко отошла от первоначальной романтической сказки. Вдобавок, в издании 2007 года в текст была вставлена вводная повесть «Лантхильда» — своего рода резюме-напоминание о событиях первой части с точки зрения главной героини. Язык повести назван «серым» и «тоскливо-монотонным». «Надо ли было включать этот текст в книгу только ради того, чтобы дать краткий пересказ „предыдущей серии“? Определённо — не стоило». В содержательном отношении Д. Володихин характеризовал вторую часть романа как «смесь интеллектуализма и трэша», в которой важнейшую роль играет «сайгонское» сообщество хиппи и рок-музыкантов. Впрочем, идея, что тусовка заменила собой традиционную семью и помогает социализировать варваров железного века спустя полтора тысячелетия, вызвала сочувствие рецензента. Это также служит развитию главной авторской идеи — размышлениям о том, что «сайгонское поколение» всей жизнью своею было «заточено» на неудачу. Резюмируя, Д. Володихин назвал книгу «многомудрой и добротно сделанной».

### Анализ Марии Галиной
Развёрнутую рецензию на полностью вышедший в свет роман представила писательница и критик Мария Галина, назвавшая «Анахрон» «действительно замечательной книгой». С её точки зрения, разделение «Анахрона» на две книги не является последствием издательского произвола, так как два тома несхожи по форме и содержанию. Немалую роль в том, что «Анахрон» не сделался литературным событием, сыграло то, что первый том вышел сразу после дефолта 1998 года, а также позиционировался издательством как современная литература, соответственно рекламировался (чуть ли не бесплатно раздавался в промоакциях) и помещался в книжных магазинах, «к своей аудитории роман так и не попал». Мейнстримовская литературная критика заметила роман слишком поздно. Критик признавала, что «нет и не было на постсоветском пространстве такой горькой и правдивой книги о судьбе потерянного поколения» 1990-х, так как основное содержание книги — об одиночестве отдельного человека, у которого оборвались все личные связи в микросоциуме, и когда «занятый выживанием приличный и добропорядочный человек, потенциально любящий, привязчивый и неглупый, перемахнув через третий десяток, вдруг с ужасом обнаруживает, что оказался в пустоте». Эта разорванность показана на множестве уровней, в том числе в обстановке Петербурга («„Анахрон“ — книга очень питерская, демонстративно питерская»), который всё «норовит повернуться к герою каким-то неуютным боком». Собственно, главным в первой части романа является процесс обретения Сигизмундом Моржом вкуса жизни: «среди современников ему, вполне здравому и разумному, оказалось неуютно, а вот с девочкой из прошлого — хорошо». Всё остальное — это фиксация российской бесприютности 1990-х годов, в которой душу Сигизмунду греют только воспоминания о былом «сайгонском братстве», хотя присутствует некий намёк на тайну. С точки зрения М. Галиной, появление некой загадочной конторы рядом с фирмой Моржа оказывается ложным шагом, возможно, следами поисков, когда авторы не решили окончательно, куда вырулит сюжет. В конечном счёте, успех книги объяснялся именно описанием потока «бестолковых, эфемерных и непредсказуемых» событий, то есть получилось «исключительно точное попадание во время и место».
Вторая часть «Анахрона», некоторое время ходившая в электронном виде, была выпущена трёхтысячным тиражом, в оформлении, максимально имитирующем первое издание. М. Галиной показались уместными справочные материалы, сопровождавшие книгу, со времени выхода первой части которой образовался восьмилетний разрыв. Критик сочла вводную повесть от лица Лантхильды «совершенно излишней», более того, «сбивающей впечатление» от первой части книги. Из послесловия авторов («Как писался Анахрон») стало известно, что эпопея создавалась не единомоментно, хотя промежуток между временем создания двух частей был очень невелик. Тем не менее, в «Анахроне-2» меньше бытописания и гораздо больше фантастики. Собственно «Анахрон» — машина времени — создавалась под руководством деда Сигизмунда, у которого была собственная идея-фикс: улучшение человечества при помощи извлечённых из прошлого людей. Аппаратура Анахрона находится в прошлом под видом менгиров и вытягивает людей из разных эпох. По большей части они «не жильцы» в своём времени, поскольку у них слабее связи с пространственно-временной структурой. Таким образом у Сигизмунда оказалась Лантхильда, её отец Аттила, брат Вамба и бывший ухажёр девушки Вавила, а также раб Аттилы Дидис. Во второй части гораздо больше места уделено приключения Вамбы, Вавилы и Дидиса в Петербурге: оказалось, что готы-вандалы очень легко сориентировались в диком капитализме 1990-х. Собственно, судьба Лантхильды интересовала авторов намного меньше, в сущности, она при всей «прелести и трогательности» вообще не нужна в повествовании. Скрепляющим звеном и якорем сюжета оказался образ мудрого и прозорливого Аттилы, который сумел пристроить ещё двух неприкаянных женщин, а также бывшую жену Сигизмунда Наталью и их сына Ярика.

В …России можно устоять только кланом, родовой общиной, и не беда, что к благам цивилизации — включая пиво и обсценную лексику, — варвары приобщаются гораздо легче, чем хотелось бы по-своему прекраснодушному сигизмундовому деду, верящему в наивную чистоту предков. И заниматься простым деревенским трудом не очень-то хотят пришельцы, и хотя поначалу требуют от Сигизмунда, чтобы тот показал им «свою землю», очень радуются, узнав, что никакой земли у новоявленного зятя нет. Пахать не придётся.
В «Анахроне-2» сменился объект ностальгии: Сигизмунду довелось побывать в собственном прошлом, в год краткого правления Черненко. Оказалось, что в 1984 году нет никакого утерянного рая, а время ещё более унылое и скудное, и даже вожделенный «Сайгон» оказывается просто пристанищем неблагополучных людей с изломанными в перспективе судьбами. В прошлом не оказывается ни надежды, ни спасения.

## Издания
- Хаецкая Е., Беньковский В. Анахрон : [Роман] : Кн. 1. — М. : Махаон, 1999. — 602 с. — (Современная классика). — ISBN 5-88215-842-7.
- Хаецкая Е., Беньковский В. Анахрон-2. — Липецк : Круги, 2007. — 672 с. — ISBN 5-9900299-1-8.
- Беньковский В., Хаецкая Е. Анахрон : Впервые обе книги «Анахрона» — под одной обложкой. — Луганск : Шико, 2011. — 756 с. — (Большая фантастика). — ISBN 978-966-492-202-6.

## Рецензии
- Володихин Д. Рец. на книгу Е. Хаецкой и В. Беньковского «Анахрон» (М., 1999) // Если. — 2000. — № 9. — С. 249—250.
- Володихин Д. Рец. на книгу В. Беньковского и Е. Хаецкой «Анахрон-2» (М., 2007) // Если. — 2007. — № 9. — С. 277.
- Галина М. Ностальгическая сага: [Рец. на книги В. Беньковского и Е. Хаецкой «Анахрон» (М., 1999) и «Анахрон-2» (М., 2007)] // Реальность фантастики. — 2007. — № 9. — С. 200—204.
- Мазин А. Лучшая книга десятилетия: [Рец. на книгу Е. Хаецкой и В. Беньковского «Анахрон»] // Питерbook плюс. — 2001. — № 1—2. — С. 52.
- Неграш С. Знакомство с родственниками [рец.: Елена Хаецкая, Виктор Беньковский. «Анахрон-2»] // Мир фантастики. — 2007. — № 47.
- Ставитская М. «Анахрон». Хаецкая, Беньковский. Живой журнал (12 марта 2021). Дата обращения: 1 сентября 2022.
- Тизенгаузен М. Хаецкая Елена Владимировна. Энциклопедический словарь «Литераторы Санкт-Петербурга. XX век». Книжная лавка писателей. Дата обращения: 1 сентября 2022.